# Sonate voor viool en piano (Roussel)
Albert Roussel voltooide zijn eerste Sonate voor viool en piano in 1902. Er is een uitvoering bekend van 5 april 1902. Henri Sailler (viool) speelde toen samen met Blanche Selva (piano) in de Salle Pleyel waarschijnlijk de enige uitvoering van dit werk. Roussel was er niet tevreden over en vernietigde het. Dit werk is Roussels eerste vioolsonate. Later schreef hij nog twee sonates voor viool en piano, die hij nummers 1 en 2 gaf, namelijk de Sonate nr. 1 voor viool en piano, opus 11 en Sonate nr. 2 voor viool en piano, opus 28.